# Decuriasuchus
Decuriasuchus – rodzaj drapieżnego archozaura z grupy rauizuchów. Gatunkiem typowym jest D. quartacolonia, opisany w 2011 roku przez Françę i współpracowników. Żył w środkowym triasie na terenach dzisiejszej Ameryki Południowej.

## Budowa i paleobiologia

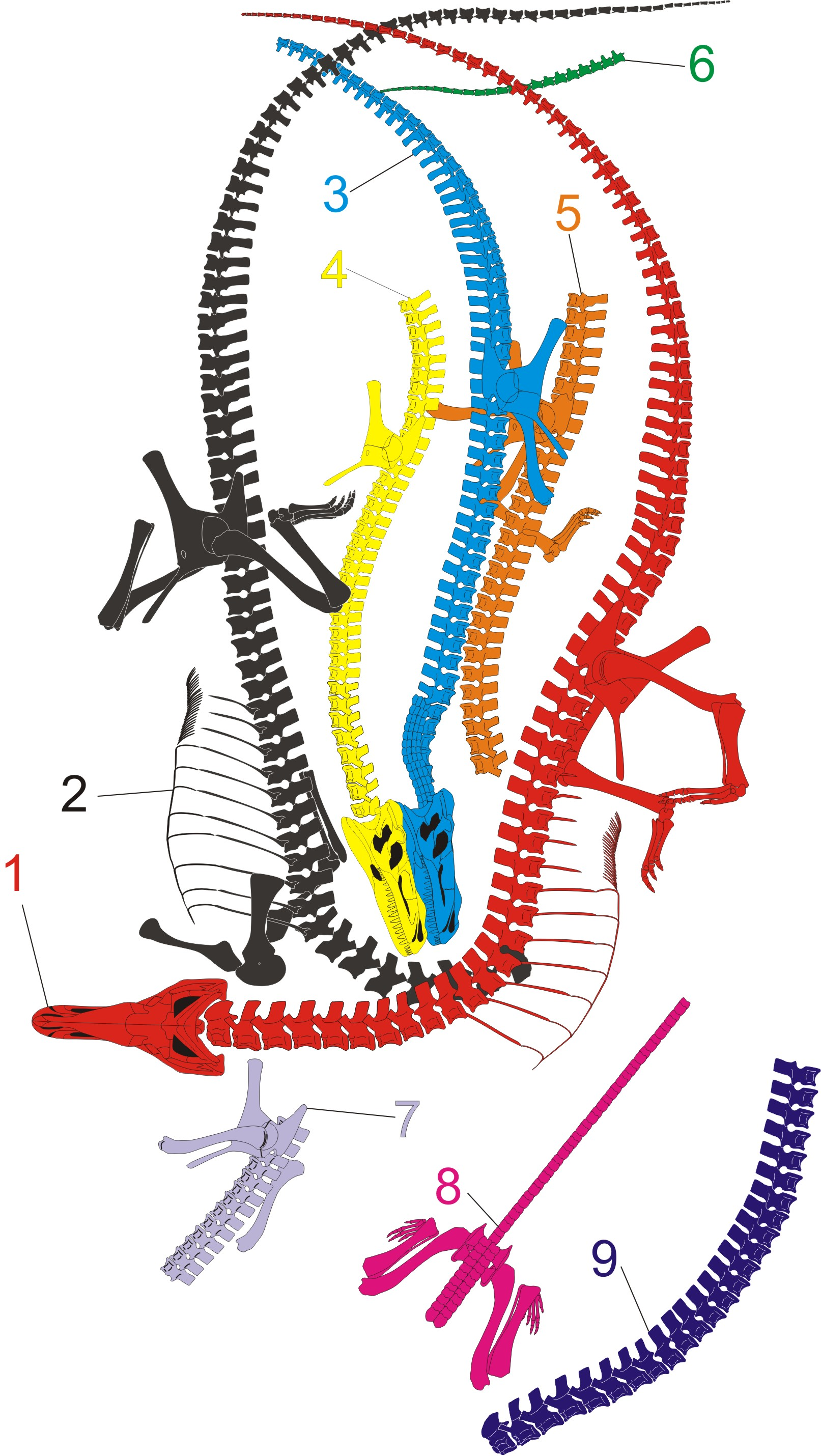
Diagram przedstawiający holotyp (1) i paratypy (2–9) Decuriasuchus

Holotypem jest połączony stawowo szkielet nieobejmujący obręczy barkowej i kończyn przednich (MCN PV10105a). W jego bezpośrednim sąsiedztwie zachowały się szczątki ośmiu kolejnych osobników (MCN PV10105b-i), które desygnowano na paratypy. W innym miejscu odnaleziono pozostałości czaszki dziesiątego osobnika (MCN PV10004). Skamieniałości te pochodzą z datowanych na ladyn, około 235–240 mln lat, osadów ogniwa Alemoa formacji Santa Maria w brazylijskim stanie Rio Grande do Sul.
Decuriasuchus osiągał średnie rozmiary jak na rauizucha – jego długość szacuje się na około 270 cm. Holotyp i paratypy należą prawdopodobnie do dorosłych zwierząt, o zbliżonej wielkości. Zgrupowanie szczątków kilku osobników w jednym miejscu wskazuje na występowanie u Decuriasuchus zachowań społecznych – nie ma jednak dowodów, by były one bardziej złożone niż te obecne u współczesnych krokodyli. Możliwe, że grupa zwierząt została zabita przez gwałtowną powódź, która przetransportowała ich ciała przed złożeniem na równinie zalewowej, lub zgromadzenie rauizuchów jest wynikiem działalności czynnika, który ostatecznie doprowadził do ich śmierci. Może ono reprezentować najstarszy znany dowód na występowanie u archozaurów zachowań stadnych – pozostałe są młodsze o co najmniej 10 mln lat.
Czaszka i żuchwa Decuriasuchus są bardzo podobne jak u rauizuchów Prestosuchus chiniquensis i Saurosuchus galilei – taksony te łączy np. obecność w przybliżeniu trójkątnego okna przedoczodołowego i wygiętej kości nosowej (tworzącej „rzymski nos”) – jednak wykazują również kilka cech charakterystycznych dla Decuriasuchus, m.in. występowanie aż siedemnastu zębów w kości szczękowej i bocznego rozszerzenia kości nosowej i łzowej, nachodzącego na okno przedoczodołowe od strony grzbietowej.

## Systematyka

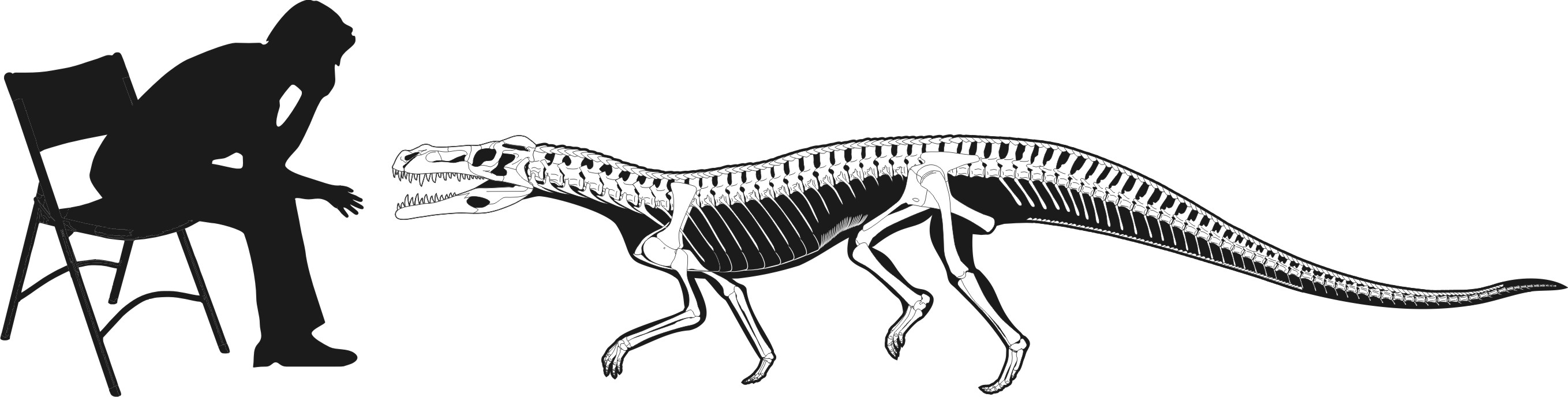
Porównanie wielkości człowieka i Decuriasuchus

Według analizy filogenetycznej przeprowadzonej przez Françę i współpracowników Decuriasuchus należy do kladu Prestosuchidae i jest taksonem siostrzanym dla grupy obejmującej rodzaje Prestosuchus i Batrachotomus. Ci sami autorzy zbadali później pozycję filogenetyczną D. quartacolonia przeprowadzając analizę filogenetyczną przy wykorzystaniu macierzy danych z analizy Nesbitta (2011); według tej analizy Decuriasuchus był najbardziej bazalnym przedstawicielem kladu Loricata (obejmującego krokodylomorfy, rauizuchidy i taksony tradycyjnie zaliczane do rodziny Prestosuchidae, ale nieobejmującego grupy Poposauroidea). Autorzy zauważyli też, że uwzględnienie Decuriasuchus w tej analizie filogenetycznej wpłynęło na pozycję filogenetyczną rodzaju Ticinosuchus. Według oryginalnej analizy Nesbitta (2011) był on taksonem siostrzanym do kladu Paracrocodylomorpha (obejmującego grupy Loricata i Poposauroidea); po uwzględnieniu w analizie D. quartacolonia uzyskano drzewo ścisłej zgodności, na którym Ticinosuchus jest bazalnym przedstawicielem Loricata.
Nazwa Decuriasuchus pochodzi od dekurii – dziesięcioosobowego oddziału jazdy rzymskiej – co jest odniesieniem do odnalezionej liczby osobników, i zlatynizowanego greckiego słowa souchos, oznaczającego boga Sobka z mitologii egipskiej. Epitet gatunkowy quartacolonia pochodzi od regionu Quara Colonia, gdzie odnaleziono skamieniałości.